# Mekaku City Days (Álbum)
Mekaku City Days (メカクシティデイズ Mekaku Shiti Deizu?, «Días de la Ciudad Ciega») es el segundo álbum del productor japonés Jin y segundo álbum de la saga de canciones Kagerou Project. Para este álbum se utilizaron las Vocaloids Hatsune Miku e IA, además de la colaboración de Kana Asumi para la voz de Ene en Lost Time Prologue y Kaien Panzermast.
Este álbum contiene un CD de audio, un DVD con videos de las canciones del CD, y booklets en donde se encuentran las letras de las pistas, así como algunas ilustraciones de los PVs.

## Antecedentes
La primera canción que se publicó fue la canción Jinzou Enemy (人造エネミー, 吃我鸡蛋?) el 17 de febrero de 2011 en Nico Nico Douga, por Jin utilizando el banco de voz Hatsune Miku. Misma que utilizaría para la siguiente canción Mekakushi Chord (メカクシコード?) y para la más popular de la serie Kagerou Daze (カゲロウデイズ,吃我鸡蛋?), con más de 400 millones de reproducciones. Para la cuarta canción Headphone Actor (ヘッドフォンアクター?), Jin utilizó la versión beta de la aún no lanzada Vocaloid IA, la cual seguiría utilizando en el resto de la saga.
El álbum predecesor a este es Mekaku City Actors, cuyas 9 pistas son las versiones originales de las de este disco.
Konoha no Sekai Jijou (コノハの世界事情?) fue subida a internet el 29 de marzo de 2012, y Kisaragi Attention (如月アテンション 吃我鸡蛋?) el 26 de mayo del mismo año, 14 días después de que se subiera el Crossfade de este álbum.

## Lista de canciones
Todas las letras escritas por Jin, toda la música compuesta por Jin. 
| Disco 1 - CD |                                           |          |  |
| N.º          | Título                                    | Duración |  |
| 1.           | «ロスタイムプロローグ/Lost Time Prologue» | 0:49     |  |
| 2.           | «カゲロウデイズ/Kagerou Daze»             | 3:54     |  |
| 3.           | «ヘッドフォンアクター/Headphone Actor»    | 3:37     |  |
| 4.           | «空想フォレスト/Kuusou Forest»            | 4:17     |  |
| 5.           | «エネの電脳紀行/Ene no Dennou Kikou»      | 3:25     |  |
| 6.           | «デッドアンドシーク/Dead and Seek»        | 3:25     |  |
| 7.           | «人造エネミー/Jinzou Enemy»               | 4:02     |  |
| 8.           | «透明アンサー/Toumei Answer»              | 4:16     |  |
| 9.           | «如月アテンション/Kisaragi Attention»     | 4:04     |  |
| 10.          | «メカクシコード/Mekakushi Chord»          | 3:48     |  |
| 11.          | «コノハの世界事情/Konoha no Sekai Jijou»  | 3:07     |  |
| 12.          | «シニガミレコード/Shinigami Record»       | 2:57     |  |
| 13.          | «カイエンパンザマスト/Kaien Panzermast»   | 1:08     |  |
| 42:49        |                                           |          |  |

| Disco 2 - DVD |                                                  |          |  |
| N.º           | Título                                           | Duración |  |
| 1.            | «カゲロウデイズ/Kagerou Daze» (Movie)            | 3:54     |  |
| 2.            | «ヘッドフォンアクター/Headphone Actor» (Movie)   | 3:37     |  |
| 3.            | «空想フォレスト/Kuusou Forest» (Movie)           | 4:17     |  |
| 4.            | «透明アンサー/Toumei Answer» (Movie)             | 4:16     |  |
| 5.            | «コノハの世界事情/Konoha no Sekai Jijou» (Movie) | 3:07     |  |
| 19:11         |                                                  |          |  |